# Kanton Ceor-Ségala
Der Kanton Ceor-Ségala ist ein französischer Wahlkreis im Département Aveyron in der Region Okzitanien. Er umfasst 18 Gemeinden im Arrondissement Villefranche-de-Rouergue. Durch die landesweite Neuordnung der französischen Kantone wurde er 2015 neu geschaffen.

## Gemeinden
Der Kanton besteht aus 18 Gemeinden mit insgesamt 14.095 Einwohnern (Stand: 1. Januar 2022) auf einer Gesamtfläche von 471,22 km²:
| Gemeinde               | Einwohner 1. Januar 2022 | Fläche km² | Dichte Einw./km² | Code INSEE | Postleitzahl |
| ---------------------- | ------------------------ | ---------- | ---------------- | ---------- | ------------ |
| Baraqueville           | 3.168                    | 33,53      | 94               | 12056      | 12160        |
| Boussac                | 605                      | 17,92      | 34               | 12032      | 12160        |
| Cabanès                | 279                      | 15,78      | 18               | 12041      | 12800        |
| Camboulazet            | 401                      | 14,26      | 28               | 12045      | 12160        |
| Camjac                 | 575                      | 23,03      | 25               | 12046      | 12800        |
| Castanet               | 525                      | 30,42      | 17               | 12059      | 12240        |
| Centrès                | 462                      | 36,71      | 13               | 12065      | 12120        |
| Colombiès              | 880                      | 55,23      | 16               | 12068      | 12240        |
| Gramond                | 539                      | 13,14      | 41               | 12113      | 12160        |
| Manhac                 | 873                      | 18,50      | 47               | 12137      | 12160        |
| Meljac                 | 135                      | 9,54       | 14               | 12144      | 12120        |
| Moyrazès               | 1.085                    | 48,67      | 22               | 12162      | 12160        |
| Naucelle               | 2.017                    | 23,23      | 87               | 12169      | 12800        |
| Pradinas               | 359                      | 22,68      | 16               | 12189      | 12240        |
| Quins                  | 885                      | 38,46      | 23               | 12194      | 12800        |
| Saint-Just-sur-Viaur   | 210                      | 25,10      | 8                | 12235      | 12800        |
| Sauveterre-de-Rouergue | 711                      | 23,43      | 30               | 12262      | 12800        |
| Tauriac-de-Naucelle    | 386                      | 21,59      | 18               | 12276      | 12800        |
| Kanton Ceor-Ségala     | 14.095                   | 471,22     | 30               | 1205       | –            |

## Politik
| Vertreter im Departementrat | Vertreter im Departementrat  | Vertreter im Departementrat |
| Amtszeit                    | Namen                        | Partei                      |
| --------------------------- | ---------------------------- | --------------------------- |
| 2015–                       | Anne Blanc Jean-Marie Pialat | PRG                         |